# Springboro (Ohio)
Springboro es una ciudad ubicada en el condado de Warren en el estado estadounidense de Ohio. En el Censo de 2010 tenía una población de 17409 habitantes y una densidad poblacional de 718,43 personas por km².

## Geografía
Springboro se encuentra ubicada en las coordenadas 39°33′37″N 84°14′4″O / 39.56028, -84.23444. Según la Oficina del Censo de los Estados Unidos, Springboro tiene una superficie total de 24.23 km², de la cual 24.23 km² corresponden a tierra firme y (0.01%) 0 km² es agua.

## Demografía
Según el censo de 2010, había 17409 personas residiendo en Springboro. La densidad de población era de 718,43 hab./km². De los 17409 habitantes, Springboro estaba compuesto por el 92.14% blancos, el 2.29% eran afroamericanos, el 0.11% eran amerindios, el 3.44% eran asiáticos, el 0.01% eran isleños del Pacífico, el 0.37% eran de otras razas y el 1.65% pertenecían a dos o más razas. Del total de la población el 1.77% eran hispanos o latinos de cualquier raza.